# Opération Wunderland
Opérations navales dans l'Arctique durant la Seconde Guerre mondiale
Batailles
Bataille de l'Atlantique (1939-1945) : Convois de l'Arctique
L'opération Wunderland (en allemand : Unternehmen Wunderland, « pays des merveilles ») est le nom de code d'une opération militaire allemande de grande envergure déclenchée par la Kriegsmarine durant la Seconde Guerre mondiale, à l'été 1942, sur la route maritime du Nord, dans les eaux de l'océan Arctique.

## Plan allemand
Les Allemands savaient que de nombreux bateaux de la marine soviétique trouvaient refuge dans la mer de Kara en raison de la protection apportée dans ces régions par la présence d'une couche de glace épaisse pendant plus de 10 mois dans l'année. L'« opération Wunderland », qui se déroula du 16 août au 5 octobre 1942, consista à pénétrer la mer de Kara durant l'été (mer qui est normalement navigable dans cette période) et à détruire le plus grand nombre possible de navires soviétiques.

## Opération
Le 16 août 1942, le croiseur Admiral Scheer, sous le commandement du Kommodore Wilhelm Meendsen-Bohlken quitta Narvik et entra dans la mer de Barents. Il était accompagné des U-boots U-601 (commandé par le capitaine Grau) et U-251 (commandé par le lieutenant-capitaine Timm) ainsi que des destroyers Friedrich Eckoldt, Erich Steinbrinck et Richard Beitzen.

## Conséquence
L'opération Wunderland ne rencontra qu'un succès modéré. En raison de mauvaises conditions météorologiques et de l'abondance des glaces, les navires allemands ne s'aventurèrent pas au-delà du détroit de Vilkitski, au nord de la péninsule de Taïmyr. Par conséquent, la campagne de la Kriegsmarine n'affecta que la mer de Barents et la mer de Kara. À la mi-septembre, elle fut arrêtée car la mer commençait à être prise par les glaces avec une épaisseur importante de banquise, en particulier dans la mer de Kara qui gèle beaucoup plus tôt car non touchée par les courants de l'Atlantique les plus chauds.